# هاروکی یوشیدا
هاروکی یوشیدا (ژاپنی: 吉田 晴稀؛ زادهٔ ۲۰ آوریل ۲۰۰۱) یک بازیکن فوتبال اهل ژاپن است.
از باشگاه‌هایی که در آن بازی کرده‌است می‌توان به باشگاه فوتبال اهیمه اشاره کرد.